# Les Petits Animaux et les Brigands
Pour plus de détails, voir Fiche technique et Distribution.
Les Petits Animaux et les Brigands (Zvířátka a Petrovští) est un court métrage d'animation tchèque réalisé par Jiří Trnka, sorti en 1946.

## Synopsis
Dans la forêt, de petits animaux rencontrent des brigands et prennent peur.

## Fiche technique
- Titre : Les Petits animaux et les brigands
- Titre original : Zvířátka et Petrovští
- Réalisation : Jiří Trnka
- Scénario : Jiří Trnka
- Production :
- Musique : Václav Trojan
- Pays d'origine : Tchécoslovaquie
- Technique : dessin animé sur cellulose
- Genre : film d'animation
- Couleur :
- Sans dialogues
- Durée : 7 minutes
- Date de sortie : 1946

## Distinctions
- 1946 : Grand prix international du dessin animé (courts métrages) au Festival de Cannes